# Afdeling van Nederlands-Nieuw-Guinea
Een afdeling was de naam van de hoogste deelgebieden waar Nederlands-Nieuw-Guinea in onderverdeeld was, tot het gebied in 1962 door Indonesië werd geannexeerd. Er bestonden 6 afdelingen met ieder een resident als hoogste gezagsdrager en gemiddeld ongeveer 70.000 inwoners. De afdelingen waren op hun beurt weer onderverdeeld in onderafdelingen en districten.

## Overzicht

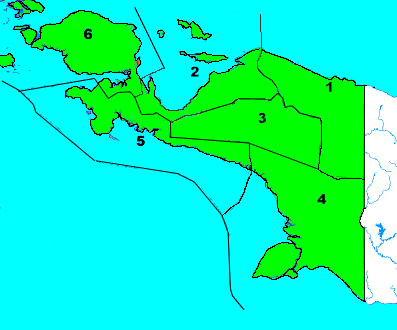
Kaart van Nederlands-Nieuw-Guinea

| 1. Hollandia             | Hollandia   | 57.000  |
| 2. Geelvinkbaai          | Biak        | 78.000  |
| 3. Centraal Nieuw-Guinea | Biak        | 52.000  |
| 4. Zuid Nieuw-Guinea     | Merauke     | 78.000  |
| 5. Fak-Fak               | Fak-Fak     | 28.000  |
| 6. West Nieuw-Guinea     | Sorong-Doom | 95.000  |
| Totaal:                  | --          | 420.000 |